# Георгиевский поселковый совет
Георгиевский поселковый совет (укр. Георгіївська селищна рада) — административно-территориальная единица Лутугинского района Луганской области Украины.

## Населённые пункты совета
- пгт Георгиевка
- с. Переможное

## Адрес поссовета
92023, Луганская обл., Лутугинский р-н, пгт. Георгиевка, ул. Ленина, 16; тел. 98-4-43
Здание поссовета было разрушено при наступлении украинской армии в двадцатых числах июля 2014 года.